# 天乙 (星官)
天乙是紫微垣的中國古代星官之一，亦可寫成“天一”，主承天運化，治六壬十二將。位在紫微右垣的右樞附近，旁有星官太乙，兩者皆在中國星象占卜裡做為天帝之神，亦用於式占。
鄭玄注乾鑿度云：「太一者，北辰神名。居其所曰太帝，行八卦日辰之閒，曰太一，或曰天一。出入所逝，息紫宮（紫微右垣、左垣為皇宮城牆）之外，其星因以爲名。」《五行大義》稱「天一之行，猶天子巡狩方嶽，人君亦從而巡省，毎卒則復」。史記正義引《星經》稱「天一、太一二星，主王者即位，令諸立赤子而傳國位」。
史記以天一、地一、太一，為三一，要用太牢祠祀，天一象徵天、地一象徵地、太一象徵大道或混沌不分之元氣。淮南子以天一為太歲（太陰）之別名。宋均以天一、太一皆北極星別名。

## 天乙一星
| 中國星名 | 現代星名 | 所屬星座 | 備註 |
| -------- | -------- | -------- | ---- |
| 天乙     | CU Dra   | 天龍座   |      |

## 古書記載
- 《晉書‧天文志》：「天一星在紫宮門右星南，天帝之神也，主戰鬥，知人吉凶者也。」
- 《宋史‧天文志》：「天乙一星，在紫微宮門右星南，天帝之神也，主戰鬥，知吉凶。明，則陰陽和，萬物盛，人君吉；亡，則天下亂。客星犯，五穀貴。彗、孛犯之，臣叛。流星犯，兵起，民流。雲氣犯，黃，君臣和；黑，宰相黜。」